# 1611

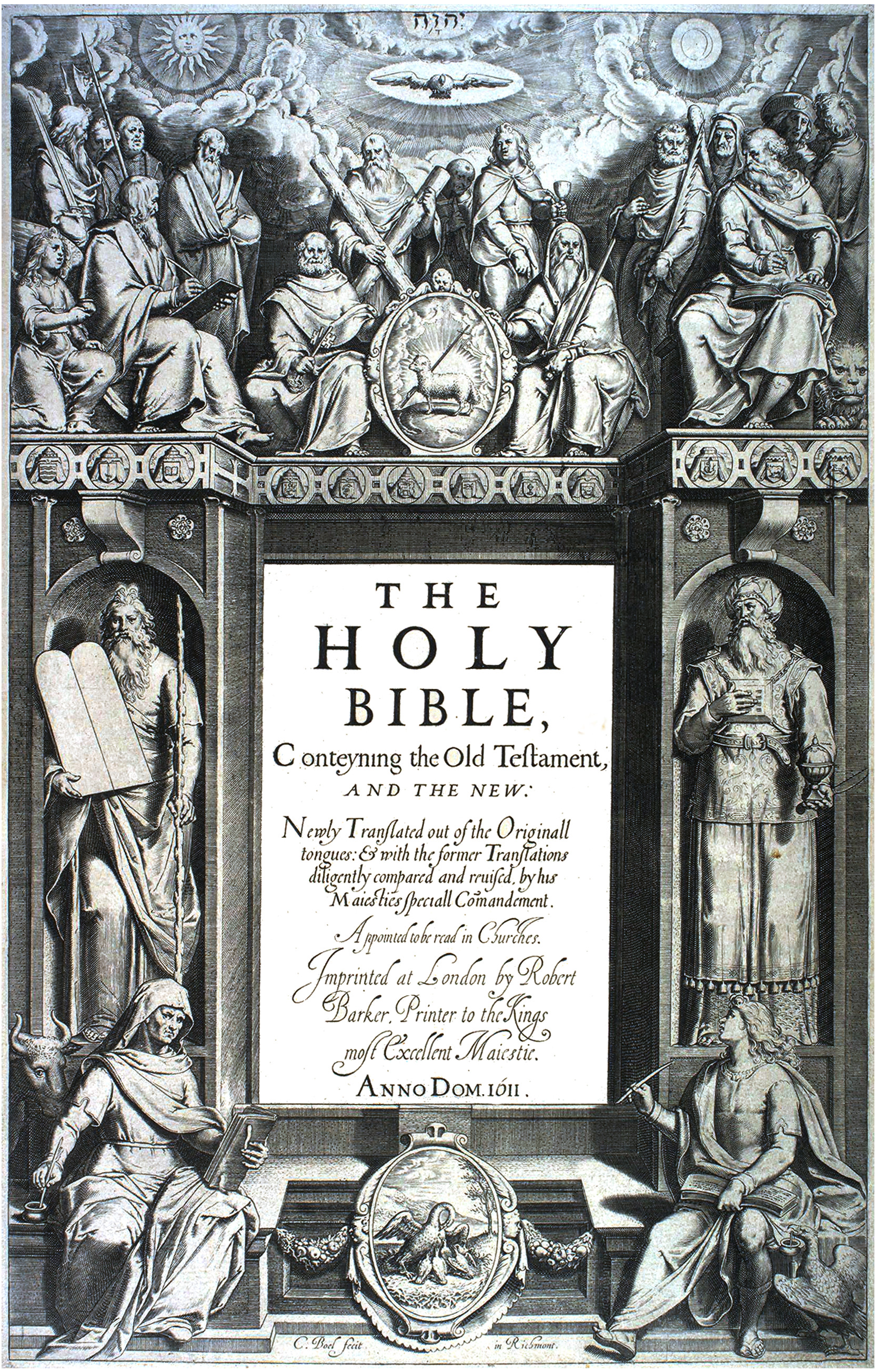
De Bijbeluitgave van koning Jacobus van Engeland

Het jaar 1611 is het 11e jaar in de 17e eeuw volgens de christelijke jaartelling.

## Gebeurtenissen
januari
- januari - De Hongaarse "bloedgravin" Elisabeth Báthory wordt wegens tientallen moorden op jonge meisjes ingemetseld in haar kasteel. Haar medeplichtigen worden ter dood veroordeeld en terechtgesteld.

mei
- 22 - Eerste dienst in de Zuiderkerk (Amsterdam), de eerste door de protestanten gebouwde kerk.

juli
- 12 - Het Eeuwig Edict van 1611 wordt uitgevaardigd door de aartshertogen Albrecht en Isabella. Het is de eerste aanzet tot een algemeen wetboek in de Zuidelijke Nederlanden. Vastgelegd wordt dat doopsels, huwelijken en begrafenissen verplicht worden geregistreerd door de kerk.
- 12 - Toewijzing bij loting van de grondkavels in de nieuwe polder Wieringerwaard.

oktober
- De prins-aartssbisschop van Salzburg, Wolfgang Dirk van Raitenau, beveelt zijn troepen (± 1000 man) het gebied van de vorstelijke proosdij Berchtesgaden binnen te vallen. Hertog Maximiliaan van Beieren antwoordt hierop door met zijn leger (± 24.000 man) Salzburg aan te vallen. In enkele dagen wordt het Land van Salzburg bezet en de aartsbisschop gevangen genomen. Zie: Zoutoorlog (1611).

december
- 1 - De opening van de door Hendrick de Keyser ontworpen Koopmansbeurs aan de Vijgendam te Amsterdam vindt plaats. De groeiende goederen- en aandelenhandel maakt dat er behoefte ontstaat aan een specifiek voor dit doel gemaakt gebouw.

zonder datum
- In Engeland verschijnt de King James Version van de Bijbel, een Bijbelvertaling, gepubliceerd op last van koning Jacobus I van Engeland.
- Première van 'The tempest', het laatste toneelstuk van William Shakespeare.
- Johannes Kepler beschrijft in zijn boek dioptrice de werking van een door hem ontwikkelde astronomische telescoop.

## Muziek
- Cornelis Schuyt componeert de bundels Hymeneo, overo Madrigali nuptiali et altri amorosi en Dodeci Padovane, et altretante Gagliarde Composte nelli dodeci modi

## Beeldende kunst

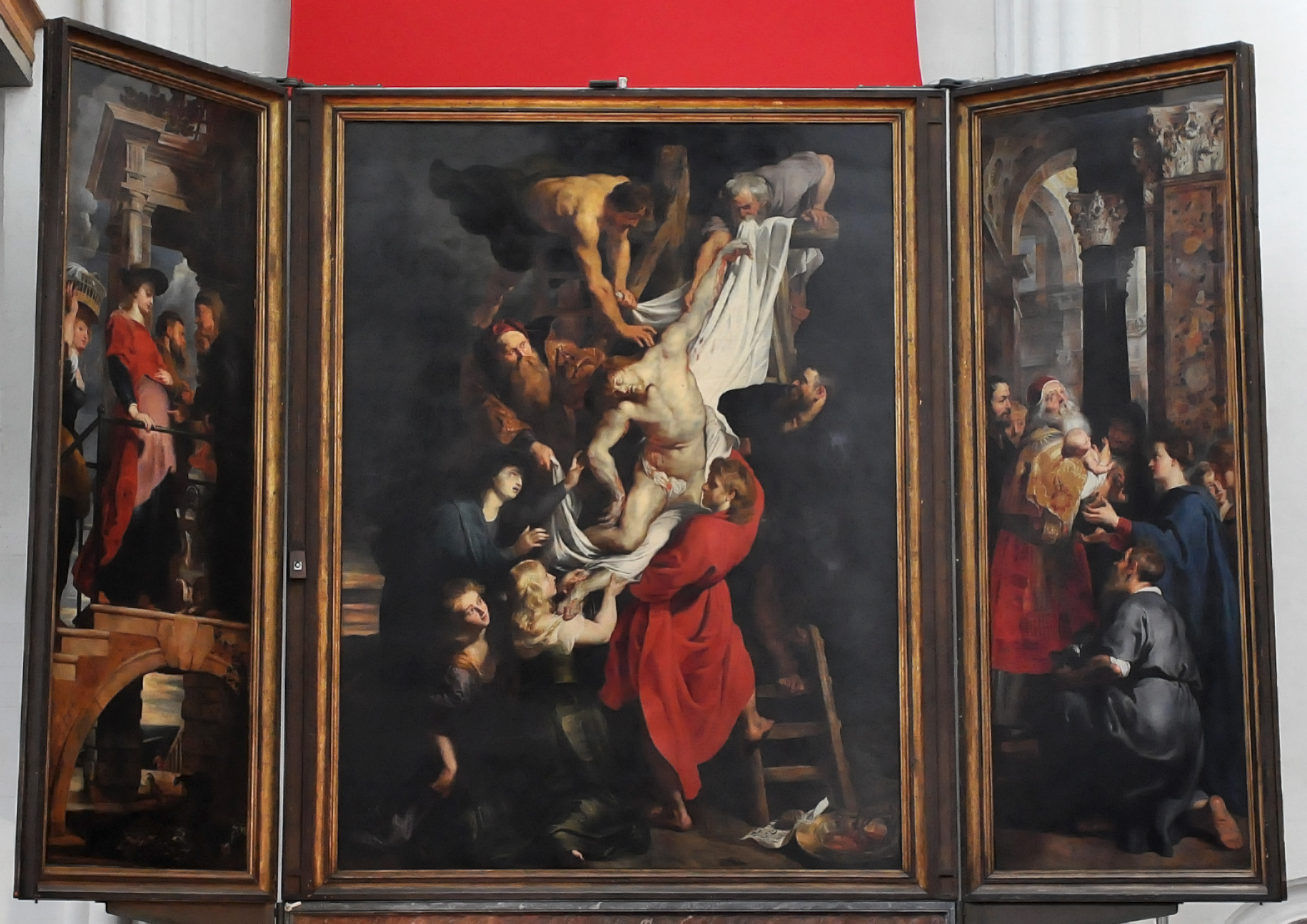
Kruisafneming (Rubens) (1611) Antwerpen, O.L.-Vrouwekathedraal

## Bouwkunst

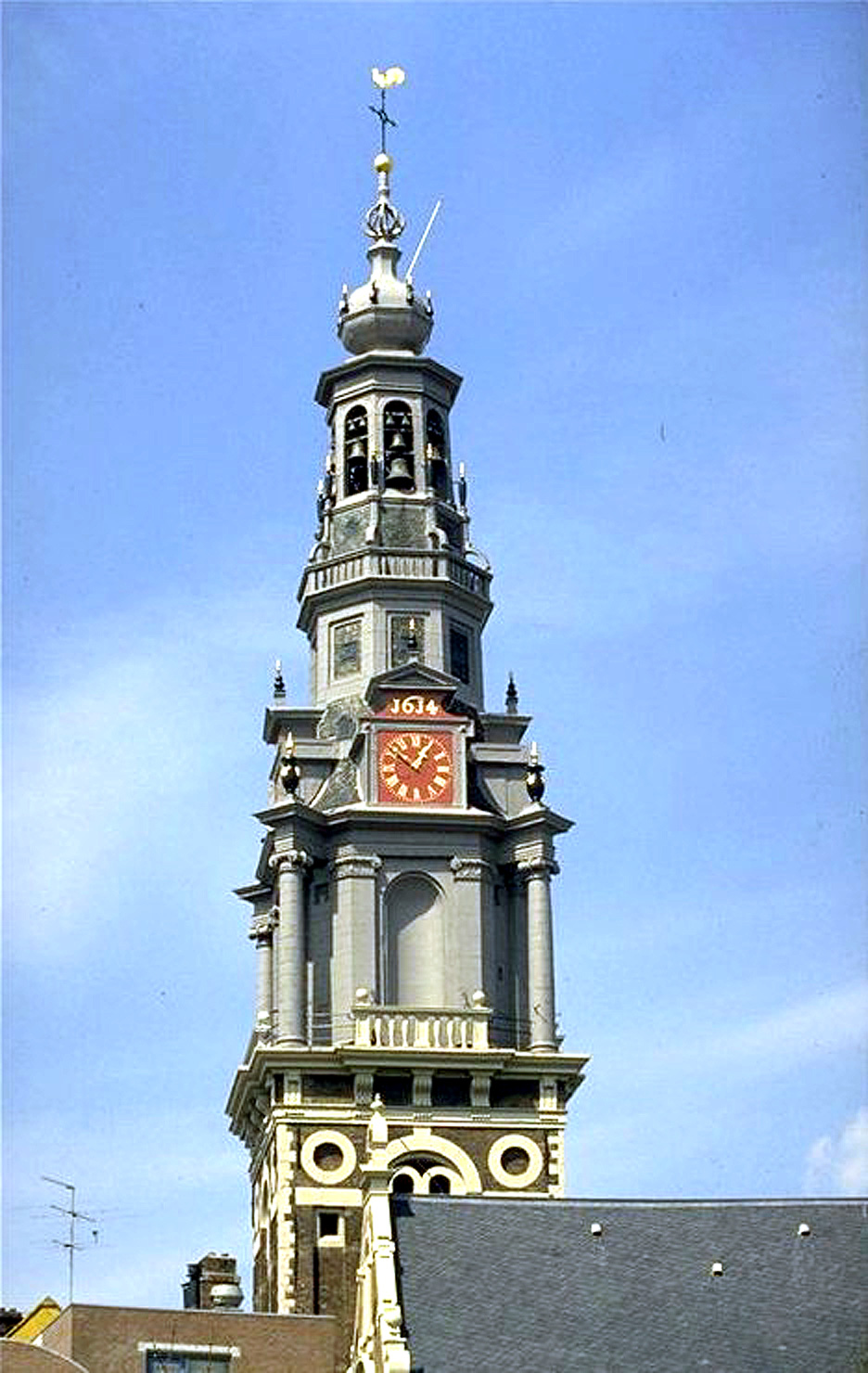
Zuiderkerk (Amsterdam) (gereed 1611) Hendrick de Keyser

## Geboren
januari
- 28 - Johannes Hevelius, Duits-Pools astronoom (overleden 1687)

mei
- 19 - Benedetto Odescalschi, beter bekend als paus Innocentius XI (overleden 1689)

augustus
- 9 - Hendrik van Nassau-Siegen, Duits graaf, officier en diplomaat in Staatse dienst, gouverneur van Hulst (overleden 1652)

datum onbekend
- Charles Alphonse du Fresnoy, Frans dichter (overleden 1668)

## Overleden
februari
- 8 - Jan Huygen van Linschoten (48), Nederlands koopman en ontdekkingsreiziger

augustus
- 2 - Kato Kiyomasa (49), Japans daimyo, een van de Zeven Speren van Shizugatake
- 20 - Tomás Luis de Victoria (63), componist

oktober
- 4 - Karel van Mayenne, leider van de Franse katholieken
- 30 - Karel IX van Zweden (61), koning van Zweden

datum onbekend
- Henry Hudson (±41), Engels zeevaarder en ontdekkingsreiziger, wordt door zijn muitende bemanning overboord gezet en wordt nooit meer teruggezien